# Grevtjärnen
Grevtjärnen är en sjö i Ovanåkers kommun i Hälsingland och ingår i Ljusnans huvudavrinningsområde. Sjön har en area på 0,159 kvadratkilometer och ligger 228 meter över havet.

## Delavrinningsområde
Grevtjärnen ingår i det delavrinningsområde (682398-150613) som SMHI kallar för Inloppet i Lång-Rösten. Medelhöjden är 228 meter över havet och ytan är 13,78 kvadratkilometer. Räknas de 29 avrinningsområdena uppströms in blir den ackumulerade arean 207,14 kvadratkilometer. Rösteån (Vinnfarsån) som avvattnar avrinningsområdet har biflödesordning 2, vilket innebär att vattnet flödar genom totalt 2 vattendrag innan det når havet efter 86 kilometer. Avrinningsområdet består mestadels av skog (83 procent). Avrinningsområdet har 0,16 kvadratkilometer vattenytor vilket ger det en sjöprocent på 1,2 procent.